# Condado de Wexford (Michigan)
O Condado de Wexford é um dos 88 condados do estado americano de Michigan. A sede do condado é Cadillac, e sua maior cidade é Cadillac.
O condado possui uma área de 1 491 km² (dos quais 27 km² estão cobertos por água), uma população de 30 484 habitantes, e uma densidade populacional de 21 hab/km² (segundo o censo nacional de 2000).